# Halil Hamid Pascha
Halil Hamid Pascha (* 1736 in Isparta; † 1785 in Bozcaada) war von 1782 bis 1785 Großwesir des Osmanischen Reiches und hat eine ausgesprochene Reformpolitik betrieben.

## Leben
Er wurde in Südwestanatolien geboren. In Konstantinopel trat er in den Verwaltungsdienst des osmanischen Reiches ein und machte auf Grund seiner Fähigkeiten Karriere. Im Jahr 1782 wurde er zum Großwesir ernannt.
In seine Amtszeit fiel 1783 die russische Annexion der Krim. Halil Hamid musste dies akzeptieren, weil die militärische Schlagkraft der osmanischen Armee zu gering war.
Die Schwäche des Reiches wollte er durch eine umfassende Reformpolitik auf vielen Gebieten überwinden. Dabei orientierte er sich vielfach am europäischen Vorbild. Um die technische Rückständigkeit des Reiches zu überwinden, war er bestrebt, neue Erkenntnisse zu importieren. Er reorganisierte die Ingenieursschulen und warb er französische und preußische Spezialisten an, um die Armee einschließlich des Janitscharenkorps’ zu modernisieren.
Ein Grundproblem des Reiches war nach seiner Ansicht die ökonomische Unterlegenheit im Vergleich mit dem europäischen Ländern. Daher versuchte er den Import von Luxuswaren insbesondere von Textilien aus Europa und Indien zu verhindern. Stattdessen förderte er die inländische Produktion dieser Waren. Er plante auch eine umfassende Reform der landwirtschaftlichen Produktion. Um die wirtschaftlich Vorherrschaft der Russen im Schwarzen Meer zu brechen, öffnete er dieses Gebiet für den internationalen Handel.
Auch Verwaltungsreformen plante er, insbesondere eine Reform des Besoldungs-, Steuer- und Rekrutierungswesens des Staates. Halil Hamid versuchte den Handel mit Lohnscheinen der Janitscharen zu unterbinden, die wie festverzinsliche Wertpapiere gehandelt wurden.
Mit dieser Politik macht er sich Feinde bei denjenigen, die vom bisherigen System profitiert hatten. Darunter waren auch solche, wie der Großadmiral Cezayirli Gazi Hassan Pascha, die in ihren Bereich durchaus zu Veränderungen bereit waren. Eine grundlegende Reform hätte die Grundlagen ihres Einflusses bedroht. Auch politisch standen beide auf unterschiedlichen Seiten. Während Hassan Pascha für ein aggressives Vorgehen gegen Russland war, befürwortete Halil Hamid einen friedlichen Kurs. Da der Großadmiral das volle Vertrauen des Sultans Abdülhamid I. hatte, plante Halil Hamid, den Sultan durch eine Intrige zu stürzen und an seine Stelle den späteren Selim III. zu setzen. Dieser Versuch scheiterte. Er wurde abgesetzt und später hingerichtet.
In gewisser Weise legte er mit seiner Politik die Grundlagen für die Reformen unter Selim III.